# ماركوس كامبل (لاعب سنوكر)
ماركوس كامبل (بالإنجليزية: Marcus Campbell)‏ هو لاعب سنوكر بريطاني، ولد في 22 سبتمبر 1972 في دمبارتون في المملكة المتحدة.

## روابط خارجية
- ماركوس كامبل على موقع CueTracker.net (الإنجليزية)